# Sopwith Type 860
El Sopwith Admiralty Type 860 fue un torpedero biplano británico de la década de 1910, diseñado y construido para el Almirantazgo por la Sopwith Aviation Company.

## Diseño y desarrollo

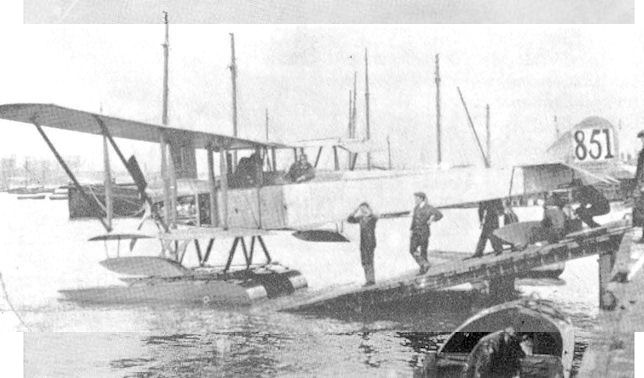
Type 860 No.851 con alas de diferente envergadura.

El Type 860, que voló por primera vez en diciembre de 1914, era un biplano sin decalaje. Las alas superiores tenían una extensión arriostrada mediante soportes y se instalaron alerones en las cuatro alas. Poseía dos flotadores montados en soportes debajo del fuselaje y un flotador montado debajo de la cola y de cada punta alar. Algunos ejemplares estaban propulsados por un motor de 14 cilindros y 200 hp montado en el morro; otros usaron un motor Sunbeam Mohawk de 168 kW (225 hp). Ambos modelos utilizaban una hélice bipala. Poseía dos cabinas abiertas en tándem y podía transportar un torpedo de 367 kg debajo del fuselaje.
El Sopwith Admiralty Seaplane Type 860 se construyó en dos versiones. La versión estándar tenía alas de igual envergadura; la segunda versión poseía un ala inferior de menor envergadura. En ambas versiones, las alas fueron diseñadas para plegarse. El modelo permaneció en servicio con el RNAS hasta al menos 1916.

## Operadores
Reino Unido
- Real Servicio Aéreo Naval

## Especificaciones

### Características generales
- Tripulación: Dos
- Envergadura: 19,2 m (62,9 ft)
- Superficie alar: 73,4 m² (790,1 ft²)
- Planta motriz: 1× motor radial de 14 cilindros en dos filas refrigerado por agua Salmson 2M7 (o un Sunbeam Mohawk de 168 kW (225 hp)).
  - Potencia: 160 kW (221 HP; 218 CV)
- Hélices: Bipala de paso fijo

### Armamento
- Otros: 

  - 1x torpedo Whitehead de 14 pulgadas y 370 kg

## Aeronaves relacionadas

### Secuencias de designación
- Secuencia Numérica (interna de Admiralty): ← 827 - 830 - 840 - 860 - 880 - 1000 - 1600 →